# Erlöserbund
Erlöserbund, lat. Congregatio Salvatoris Mundi, war eine deutsche römisch-katholische Ordensgemeinschaft bischöflichen Rechts. Das Mutterhaus stand in der Poppelsdorfer Allee in Bonn.
Ziele der Kongregation waren die Frauenemanzipation und die Bildung der Frau. Sie betrieb Kindergärten, Haushaltsschulen, Studentinnenheime und Damenstifte, die sich durch landwirtschaftliche Betriebe finanzierten. Dadurch gab sie Frauen eine berufliche Perspektive, indem sie ihnen eine Berufsausbildung oder ein Studium ermöglichte.

## Geschichte
Der Erlöserbund wurde 1916 von Else Mayer und Alexandra Bischoff gegründet. Der Orden wurde, da es sich um einen „weltlichen“ Orden handelte, in der NS-Zeit nicht aufgelöst. Er gab Personen um Konrad Adenauer in dieser Zeit Zuflucht. Nach dem Krieg organisierte Else Mayer im Mutterhaus Vortrags- und Diskussionsveranstaltungen zum Thema Frauenemanzipation, die auch in Universitäts- und Regierungskreisen Beachtung fanden und die Gesetzgebung beeinflussten. Der Orden wurde erst 1956 von Joseph Kardinal Frings anerkannt. Grund für die späte Anerkennung war vermutlich die relativ progressive Haltung. Damals hatte er ungefähr 150 Mitglieder.
2005 wurde der Orden wegen Nachwuchsmangels aufgehoben und in die Else-Mayer-Stiftung umgewandelt. Diese führte den ursprünglichen Ordenszweck weiter und verlieh von 2006 bis 2018 den Else-Mayer-Preis. 2019 löste sich die Stiftung auf und übertrug ihr Vermögen dem Hildegardis-Verein. Dieser vergibt seitdem an studierende Frauen ein Else-Mayer-Darlehen.